# Onthophagus smetanai
Onthophagus smetanai là một loài bọ cánh cứng trong họ Bọ hung (Scarabaeidae).